# Мирослав Завидович
Мирослав Завидович (на сръбски: Мирослав Завидовић) е велик жупан на Захумлие през 1162 – 1190 година, управлявал като васал на Сръбското велико княжество.
Той е син на Завида, княз от династията Вукановичи, който за кратко управлява Захумлие, и брат на сръбския велик жупан Стефан Неманя. През 1189 г. братята на Мирослав – Срацимир и Неманя уговарят с водача на Третия кръстоносен поход Фридрих I Барбароса сключването на династичен брак между сина на Мирослав Толен (Тихомил) и дъщерята на един от водачите на похода – истърския маркграф Бертхолд IV от Андекс, като бракът има за цел да скрепи стратегическия съюз между сърбите (заедно с българите) и кръстоносците, който е насочен срещу Византия и нейния съюзник кралство Унгария. Малко по-късно Мирослав се оттегля от управлението в полза на сина си Толен.
Мирослав Завидович умира около 1198 година.